# Civilingeniør
Civilingeniør er betegnelsen for en person, der er indehaver af en kandidatgrad i ingeniørvidenskab. Civilingeniør er en beskyttet titel. Det er muligt at blive optaget på en civilingeniøruddannelse med enten en teknisk bacheloruddannelse, en diplomingeniøruddannelse eller en naturvidenskabelig bacheloruddannelse. Sidstnævnte gav i en årrække titlen cand.scient.techn.. Denne titel blev dog afskaffet på DTU i 2011, idet studerende nu tildeles titlen cand.polyt. uanset adgangsgivende eksamen. Begge grader giver ret til titlen civilingeniør.
Betegnelsen må ikke forveksles med den engelske civil engineer, der betyder bygningsingeniør. Den engelske betegnelse for civilingeniør er graduate engineer eller Master of Science in Engineering (MSc in Engineering, M.Sc.Eng.).
DTU har siden 1829 uddannet civilingeniører. Desuden uddannes civilingeniører på Aalborg Universitet, Aarhus Universitet, Syddansk Universitet, Aalborg Universitet Esbjerg og Aalborg Universitet København.
Udover civilingeniør findes også en række kortere ingeniøruddannelser, heriblandt diplomingeniør.